# Торре-д’Арезе
Торре-д’Арезе (итал. Torre d'Arese) — коммуна в Италии, располагается в регионе Ломбардия, в провинции Павия.
Население составляет 869 человек (2008 г.), плотность населения составляет 199 чел./км². Занимает площадь 4 км². Почтовый индекс — 27010. Телефонный код — 0382.
Покровителем коммуны почитается святитель Мартин Турский, празднование 11 ноября.

## Демография
Динамика населения:

## Администрация коммуны
- Официальный сайт: